# Micrasterias conferta
Micrasterias conferta là một loài Song tinh tảo trong họ Desmidiaceae, thuộc chi Micrasterias.